# Notre-Dame-des-Laurentides
Pour les articles homonymes, voir Notre-Dame, Laurentides et Quartier Notre-Dame.
Notre-Dame-des-Laurentides est l'un des 35 quartiers de la ville de Québec, et un des six qui sont situés dans l'arrondissement de Charlesbourg. Le quartier le plus au nord de l'arrondissement, il est traversé par l'autoroute 73 ainsi que la rivière Jaune.

## Géographie
Le quartier est délimité approximativement par la rue de la Faune (au sud), le chemin de la Grande-Ligne (à l'ouest), la municipalité de Lac-Beauport et les hauteurs de Beauport (à l'est) et les environs du lac Clément (au nord).
Il est traversé du nord au sud par l'autoroute 73 ainsi que par les boulevards Henri-Bourassa et du Lac. L'occupation du territoire, principalement de faible densité, est surtout présente en terrain plat, au sud du quartier, ainsi dans des vallées entre différentes collines. L'aire urbaine de la municipalité de Lac-Beauport, au nord-est, déborde à l'intérieur des limites du quartier. La majorité du territoire est boisé.
Son relief varie beaucoup, passant d'une altitude de 160 m à plus de 400 m. Parmi les principales montagnes du quartier, il y a la montagne des Ormes (420 m), le mont du Domaine (330 m), le mont Irma-LeVasseur (322 m), la montagne des Épinettes Noires (340 m) et le mont du lac Jaune (320 m). À sa frontière sud avec le quartier d'Orsainville se trouve la « côte du Zoo » (173 m). On y retrouve deux rivières (la rivière Jaune et la rivière des Sept Ponts) et plusieurs lacs : Clément, de la Sagamité, Jaune, Bégon, Flamand, Josée.

## Histoire

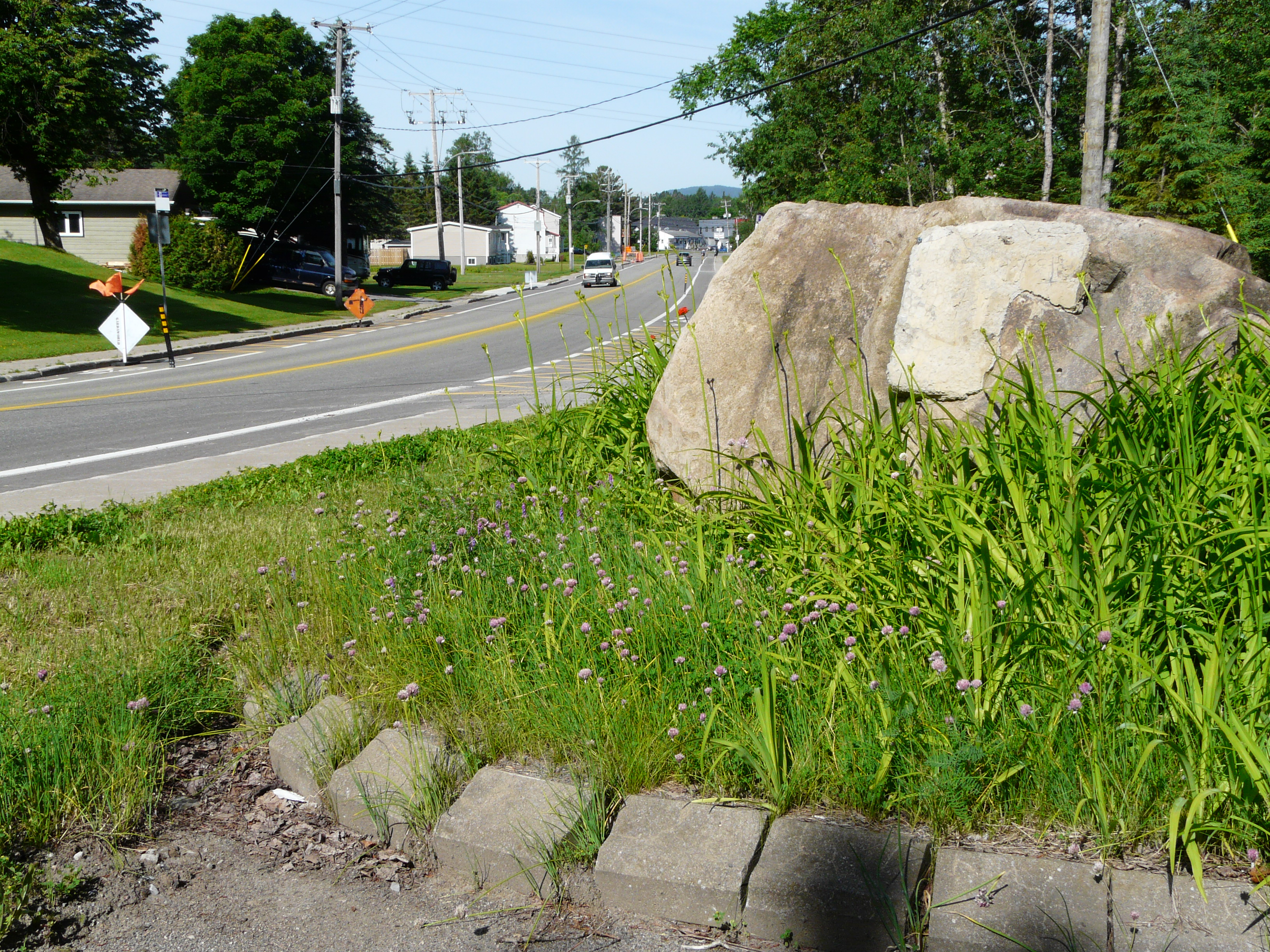
Rocher commémorant le lieu de fondation de Rivière-Jaune.

Au début du XIXe siècle, des colons s'établissent sur les rives de la rivière Jaune, là où le cours d'eau croise le chemin menant au canton de Stoneham. Cette localité est nommée Rivière-Jaune. Le notable George Muir passe ses étés dans le secteur. Voulant fournir des services à cette population isolée, il acquiert un lot en 1869. Il demande l'aide des Sœurs du Bon-Pasteur de Québec et leur finance la construction d'un couvent, en 1871, et d'une chapelle en 1875 (toujours existante). Il achète aussi une statue de Notre-Dame de Lourdes, nom qui inspira celui de Notre-Dame-des-Laurentides. Les frères Luc et Jean-Baptiste Pelletier s'y établissent vers 1900. Le moulin à scie de Luc Pelletier est alimenté par flottage du bois en provenance des forêts de Lac-Beauport et Stoneham-et-Tewkesbury. L'entrepreneur fait naître une véritable industrie du bois dans la localité dont il sera le premier maire. La population augmente avec l'arrivée de travailleurs au sein des différents ateliers.
En 1909, l'église est construite et la paroisse est érigée par décret canonique le 15 juin. La municipalité de paroisse de Notre-Dame-des-Laurentides est fondée par détachement de Saint-Charles-de-Charlesbourg et Saint-Ambroise-de-la-Jeune-Lorette. Son territoire est en partie morcelé au milieu du XXe siècle avec le détachement des municipalités de Lac-Saint-Charles (1946), de Charlesbourg-Ouest (1952) et d'Orsainville (1953). En 1965, Notre-Dame-des-Laurentides acquiert le statut de ville. 
En 1976, Notre-Dame-des-Laurentides et les municipalités voisines d'Orsainville et de Charlesbourg-Est sont fusionnés à Charlesbourg. Elle devient alors un quartier, nommé « Laurentides », représenté par un conseiller municipal. En 1980, ce quartier est scindé en deux permettant une meilleure représentation : Laurentides au nord, Bon-Pasteur au sud. Il devient ensuite un quartier de cet arrondissement en 2002 lorsque Charlesbourg se fusionne à son tour à Québec.

### Héraldique
Créé par le municipalité de Notre-Dame-des-Laurentides[Quand ?], le blason comporte une étoile faisant référence à Notre-Dame ainsi qu'un sapin et deux feuilles d'érable pour faire écho à la forêt des Laurentides.
| Audacieux et fidèle |
| ------------------- |

| L'écu de Notre-Dame-des-Laurentides se blasonne ainsi : Coupé d'azur et de sinople; au premier, une étoile rayonnante d'or, au deuxième, un sapin et deux feuilles d'érable du même; brochant sur le tout un fasce vivré d'argent. |

## Administration

### Liste des maires de Notre-Dame-des-Laurentides[6]
- 1910-1917 : Luc Pelletier
- 1917-1923 : Louis Verret
- 1923-1928 : James Carmichael
- 1929-1931 : Louis Verret : (2e mandat)
- 1931-1933 : Albert Lafrance
- 1933-1937 : Adélard Villeneuve
- 1937-1939 : Albert Lafrance : (2e mandat)
- 1939-1943 : Alexandre Bédard
- 1943 (avril et mai) : Paul-Émile Beaulieu
- 1943-1945 : Joseph Beaulieu
- 1945-1953 : Albert Lafrance : (3e mandat)
- 1953-1961 : Moïse Verret
- 1961-1963 : Ovila Rhéaume
- 1963-1965 : Antonio Fortier
- 1965-1966 : Jean-Claude Bédard
- 1966-1968 : Ovila Rhéaume : (2e mandat)
- 1968-1970 : Jules Marois
- 1970-1973 : Raymond Lapointe
- 1973-1975 : Lawrence Pageau

### Hommages toponymiques
- La rue James-Carmichael a été nommée, d'abord en 1955 pour honorer cette famille incluant le maire Carmichael et préciser en 2006 pour honorer cette personne dans la ville de Notre-Dame-des-Laurentides maintenant présente dans la ville de Québec.
- La rue Luc-Pelletier a été nommée en l'honneur du maire Pelletier en 1998 dans la ville de Notre-Dame-des-Laurentides maintenant présente dans la ville de Québec.
- La rue Moïse-Verret a été nommée en l'honneur du maire Verret en 2006 dans la ville de Québec.
- La rue Ovila-Rhéaume a été nommée en l'honneur du maire Rhéaume en 1997 dans la ville de Notre-Dame-des-Laurentides maintenant présente dans la ville de Québec.
- La rue Élisabeth-Couc porta auparavant le toponyme de place de l'Hôtel-de-ville, entre 1970 et 2006, dans l'ancienne ville de Notre-Dame-des-Laurentides et dans la ville de Québec.

## Portrait du quartier
Le quartier Notre-Dame-des-Laurentides comprend toute la section de l'arrondissement située au nord de la rue de la Faune. C'est un vaste quartier qui comprend plusieurs collines boisées et quelques lacs. 

### Artères principales

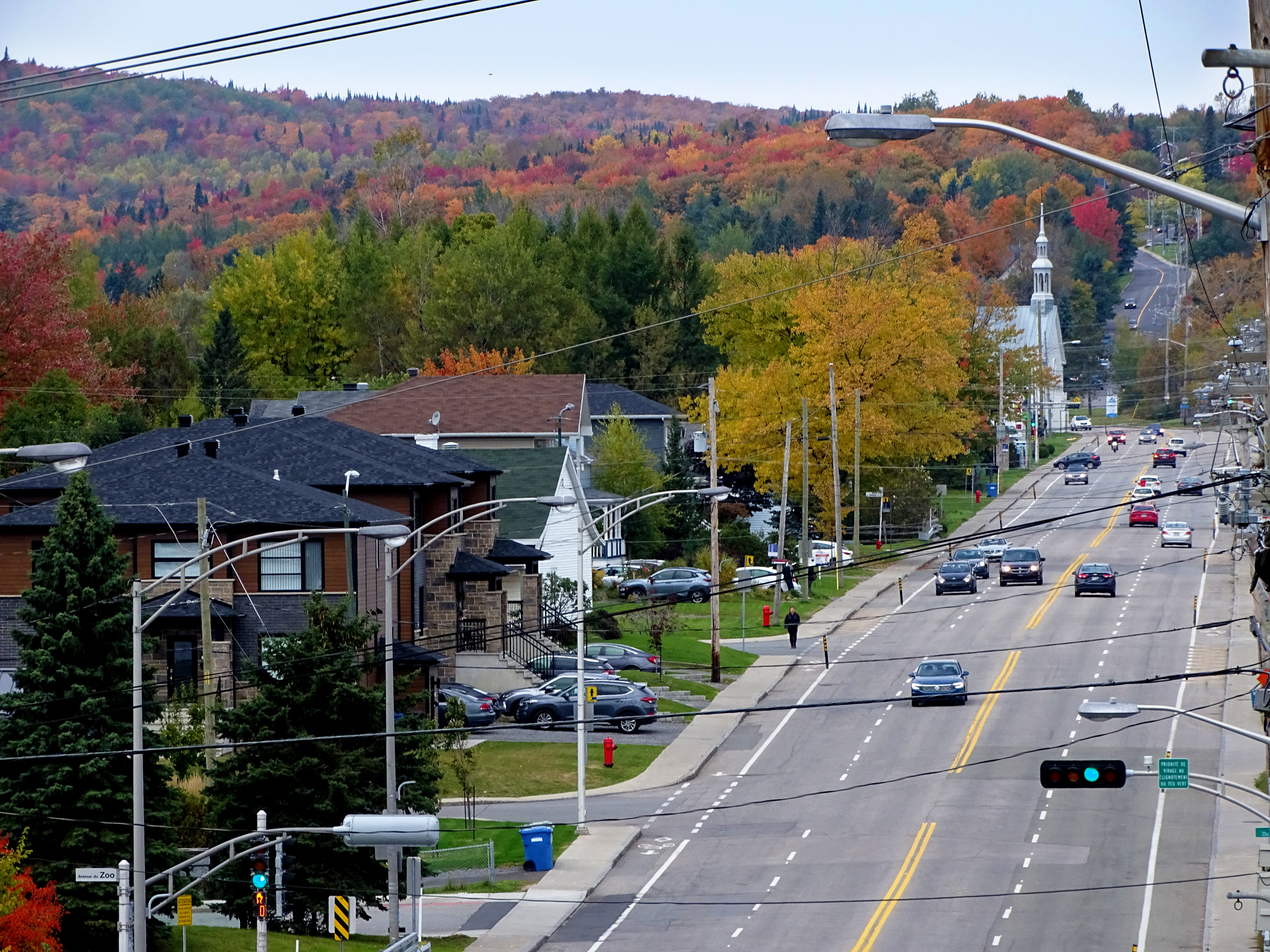
Boulevard Henri-Bourassa

- Autoroute Laurentienne (autoroute 73)
- Boulevard Henri-Bourassa
- Boulevard du Lac
- Boulevard Talbot (route 175)
- Rue Georges-Muir
- Côte Bédard
- Rue Jacques-Bédard (anciennement rue de l'église)
- Avenue de la Rivière-Jaune

### Parcs, espaces verts et loisirs
- Parc Bon-Pasteur
- Parc Notre-Dame
- Club de golf Royal-Charbourg
- Domaine Notre-Dame-des-Bois (Boulevard du Lac)
- Parc de BMX par Le Chantier Urbain de Charlesbourg au parc Notre-Dame

### Édifices religieux
- Église Notre-Dame-des-Laurentides[7] (1992)
  - La première église  Notre-Dame-des-Laurentides a été érigée en 1905. Le soir du 30 septembre 1991, un violent incendie ravage  l'église. Deux jeunes adolescents ont allumé un feu dans des sacs de linge, dons destinés à la Société de Saint-Vincent-de-Paul. Par la suite, les paroissiens ont mis sur pied une campagne de financement qui a permis la reconstruction de l'église, inaugurée le 8 décembre 1992. En 2002, une nouvelle paroisse est fondée sous le nom de Sainte-Marie-des-Lacs et elle fusionne les paroisses de Notre-Dame-des-Laurentides, Sainte-Françoise-Cabrini (Lac-Saint-Charles), Saint-Edmond (Stoneham-et-Tewkesbury).

- Église Bon-Pasteur[8] (1966), fermée en 2007 et démolie en 2011 en raison d'un manque de fonds.
- Couvent du Bon-Pasteur, construit en 1871[9]

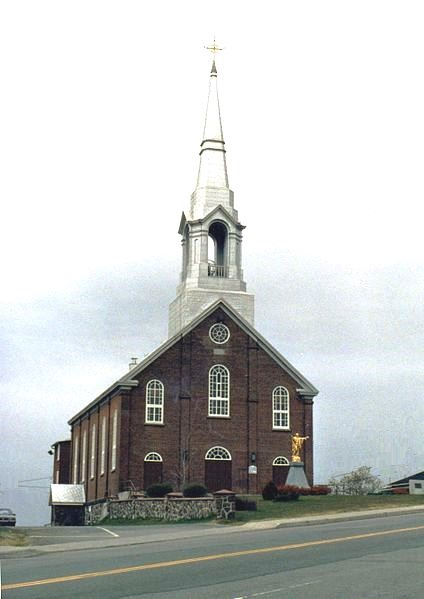
L'ancienne église Notre-Dame-de-Laurentides, incendiée en 1991
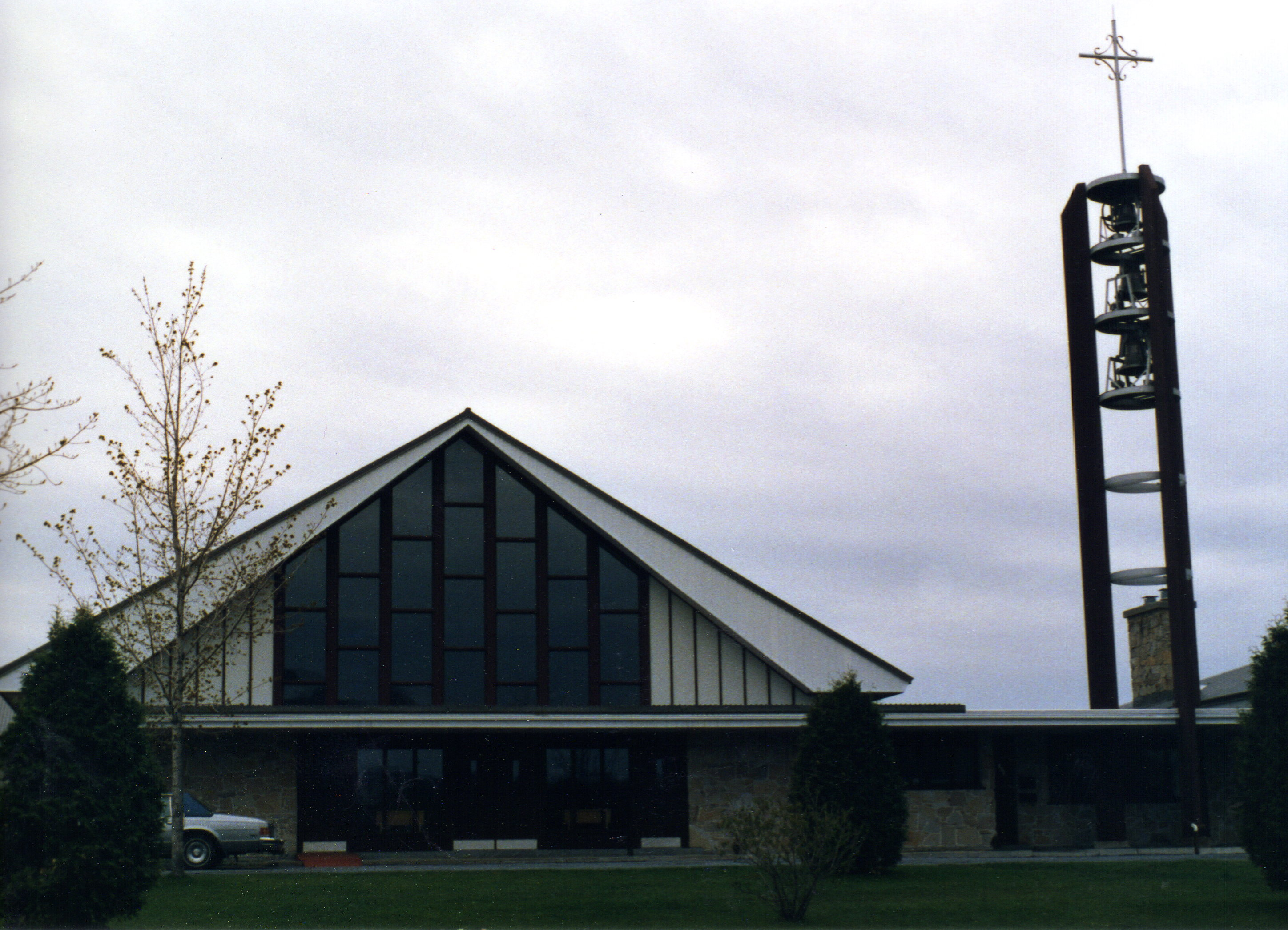
L'église du Bon-Pasteur, démolie en 2011

### Musées, théâtres et lieux d'expositions
- Bibliothèque de Charlesbourg - Point de service Bon-Pasteur

### Lieux d'enseignement
- Commission scolaire des Premières-Seigneuries:
  - École du Boisé (primaire), divisée en deux pavillons. Le premier pavillon, situé sur la rue Jacques-Bédard, accueille les jeunes du préscolaire à la 2e année du primaire; le deuxième pavillon, situé sur la rue Moïse-Verret, accueille les élèves de la 3e à la 6e année du primaire.
  - École de l'Escalade, également divisée en deux pavillons, l'un sur la rue de l'Escalade et l'autre tout près sur la rue du Bienheureux-Jean-XXIII.
  - École le Sommet (secondaire), située rue de la Polyvalente, qui dispense un enseignement général de la 1re à la 5e année du secondaire.

## Démographie
Lors du recensement de 2016, le portrait démographique du quartier était le suivant :
- sa population représentait 19,2 % de celle de l'arrondissement et 2,9 % de celle de la ville.
- l'âge moyen était de 38,2 ans tandis que celui à l'échelle de la ville était de 43,2 ans.
- 84,2 % des habitants étaient propriétaires et 15,8 % locataires.
- Taux d'activité de 73,5 % et taux de chômage de 3,8 %.
- Revenu moyen brut des 15 ans et plus : 47 728 $.

| 1966  | 1971  | 1996   | 2001   | 2006   | 2011   | 2016   | 2021   |
| ----- | ----- | ------ | ------ | ------ | ------ | ------ | ------ |
| 4 446 | 5 080 | 10 290 | 10 280 | 11 120 | 13 820 | 15 535 | 14 825 |

## Hommages
Le parc de Notre-Dame-des-Laurentides a été nommé, en 2012, en l'honneur de l'ancienne municipalité dans la ville de Québec.